# فرانكو باردو
فرانكو باردو (بالإسبانية: Franco Pardo)‏ (5 أبريل 1997 بقرطبة في الأرجنتين - ) هو لاعب كرة قدم أرجنتيني في مركز الدفاع.

## روابط خارجية
- فرانكو باردو على موقع قاعدة بيانات كرة القدم.إي يو (الإنجليزية)
- فرانكو باردو على موقع Soccerway.com (الإنجليزية)